# 大倉ローズマウント
大倉ローズマウント株式会社（おおくらローズマウント)は、1980年(昭和55年)に、大倉電気株式会社のグループ企業として、米国のローズマウント社(en:Rosemount Inc.)との合弁企業として設立し、東京都に本社を置いて配管の圧力、温度の測定データ伝送する工業計器の製造を手掛けていた日本の企業である。

## 概要
工業計器の製造を行っていたが、1990年代に海外事業部を設けて、東洋エンジニアリング、千代田化工建設、旭硝子エンジニアリング（現在のAGCエンジニアリング）などプラントメーカーに計測装置を販売していた企業である。大阪大学医学部などに納入した小動物代謝測定装置は、代謝を自動的に測定した。気象庁の海洋気象観測船 凌風丸・啓風丸や、東海大学の海洋調査船 望星丸に納入した大気・海水CO2分析装置は、二酸化炭素濃度を自動的に測定した。

## 事業所
- 大阪営業所

## その他
- 当社ローズマウントは、日本における工業計器のパイオニアである。製造業に飽き足らず業容拡大を図って、海外事業部を設けてプロセス成分分析装置の営業活動を開始した。納入する前に国内で石油化学プラントメーカーで適切な総合試験が、行われておらず、当然、どの石油化学プラントメーカーからも、装置の能力や安全性を実証する認証を受けていないことから、その後、リスクマネジメントが十分でないのではないかと、練り直しを求める意見が経営者の間に持ち上がった。役員間の協議が折り合わず、専務を含めて複数の役員が会社を去った。
- 1976 年に Rosemount（プロセス制御機器）を基幹事業として買収したエマソン[5]。エマソンは、1890 年にミズーリ州セントルイスで電気モーターと扇風機のメーカーとして設立された。